# Melitaea ignasiti
Melitaea ignasiti är en fjärilsart som beskrevs av De Sagarra 1926. Melitaea ignasiti ingår i släktet Melitaea och familjen praktfjärilar. Inga underarter finns listade i Catalogue of Life.